# Lycenchelys kolthoffi
Lycenchelys kolthoffi és una espècie de peix de la família dels zoàrcids i de l'ordre dels perciformes.

## Morfologia
- Els mascles poden assolir 23,2 cm de longitud total.[4][5]

## Alimentació
Menja cloïsses.

## Hàbitat
És un peix marí i d'aigües profundes que viu entre 202-930 m de fondària.

## Distribució geogràfica
Es troba al Canadà, Groenlàndia, Islàndia, Rússia i Noruega (Svalbard).

## Costums
És de costums bentònics.

## Observacions
És inofensiu per als humans.